# 波默斯费尔登
波默斯费尔登是德国巴伐利亚州的一个市镇。总面积35.70平方公里，总人口2943人，其中男性1479人，女性1464人（2011年12月31日），人口密度82人/平方公里。